# Río Alfajayucan
El río Alfajayucan es una corriente de agua que corre por el estado de Hidalgo en México. Como parte de la infraestructura hidráulica, existen canales de riego, donde el colector principal es el río Alfajayucan, para el Distrito de Riego 100 Alfajayucan.

## Geografía
Tiene su origen en la formación montañosa del cerro Hualtepec o Astillero, a una altitud de 2800 m s. n. m., 13 km al poniente de Chapantongo. Su curso inicial es el noreste formando un caracol que se desenvuelve hacia el poniente y sur, controlando sus escurrimientos mediante varios pequeños almacenamientos, destaca la presa El Marqués.
Recibe por margen derecha, a una altitud de 2190 m s. n. m., las aportaciones del arroyo San Bartolo; continúa hacia el oriente y noreste, pasando por las inmediaciones de Zimapantongo, Chapantongo y San Pablo Oxtotipan; para después ser controlado por la presa Javier Rojo Gómez. Continúa al noreste pasando por San Agustín Tlalixticapa, Alfajayucan y San Antonio Corrales, a 4.5 km aguas abajo de Alfajayucan, la corriente es controlada mediante la presa Vicente Aguirre.
A partir de la cortina de la presa Vicente Aguirre, a una altitud de 1845 m s. n. m., toma un curso norte, pasando por San Francisco Sacachichilco; recibe por margen izquierda, a una altitud de 1825 m s. n. m.,  los escurrimientos del arroyo Donguiño, vuelve a ser controlado por la presa Madhó Corrales. Paulatinamente penetra en la zona de topografía accidentada pasando por Caltimacán y San Pedro; hasta finalmente descargar sus aguas en el río Tula por su margen izquierda. a una altitud de 1695 m s. n. m.

## Historia
La presa Vicente Aguirre también conocida como "Las Golondrinas"; inició operaciones en 1954. La presa Javier Rojo Gómez también conocida como "La Peña Río", inició operaciones en 1979. En la presa Madhó Corrales cuya extensión del vaso alcanza las 45 ha, esta se utiliza como un desarrollo ecoturístico manejado por una cooperativa de la zona.
El 8 de septiembre de 2021, en Alfajayucan, la crecida del río Alfajayucan provocó daños en dos casas y en tres puentes vehiculares de localidades aledañas. Los niveles de las presas Dolores, Rojo Gómez y Vicente Aguirre alcanzaron sus niveles máximos.